# Ernst Schaefer (Politiker)
Ernst Leopold Schaefer (* 31. August 1885 in Erubischken, Ostpreußen; † nach 1954) war ein deutscher Landwirt und Politiker (GB/BHE).
Schaefer wurde 1950 in den Landtag von Schleswig-Holstein gewählt und gehörte diesem bis 1954 an. 1952 verließ er jedoch die GB/BHE-Fraktion und war bis zum Ende der Wahlperiode fraktionslos. Öffentliche Aufmerksamkeit erregten Schaefers Bemühungen, Strafverfahren gegen sich und andere Abgeordnete wegen Spesenbetrugs zu erreichen. Er lebte 1954 in Flensburg.